# Manuel Sáez-Merino Jr.
Manuel Sáez-Merino Jr (ur. 16 lipca 1988 roku w Walencji) – hiszpański kierowca wyścigowy.

## Kariera
Sáez-Merino Jr rozpoczął karierę w międzynarodowych wyścigach samochodowych w 2004 roku od startów w klasie GTB Spanish GT Championship, Formule Baviera, Hiszpańskiej Formule Junior 1600 oraz w Hiszpańskiej Formule 3. W Formule Junior dwukrotnie stawał na podium, w tym raz na jego najwyższym stopniu. Z dorobkiem 62 punktów uplasował się tam na piątej pozycji w klasyfikacji generalnej. W Formule Baviera był siódmy, a w Spanish GT Championship dziesiąty. W późniejszych latach Hiszpan pojawiał się także w stawce Hiszpańskiej Formuły 3 Copa de España F300, Euroseries 3000, International GT Open oraz Les 24 Hores de Barcelona.